# Paços (Melgaço)
Paços és una freguesia portuguesa del concelho de Melgaço, amb 4,8 km² de superfície i 379 habitants (2001). La seva densitat de població és de 79 hab/km².

## Galeria

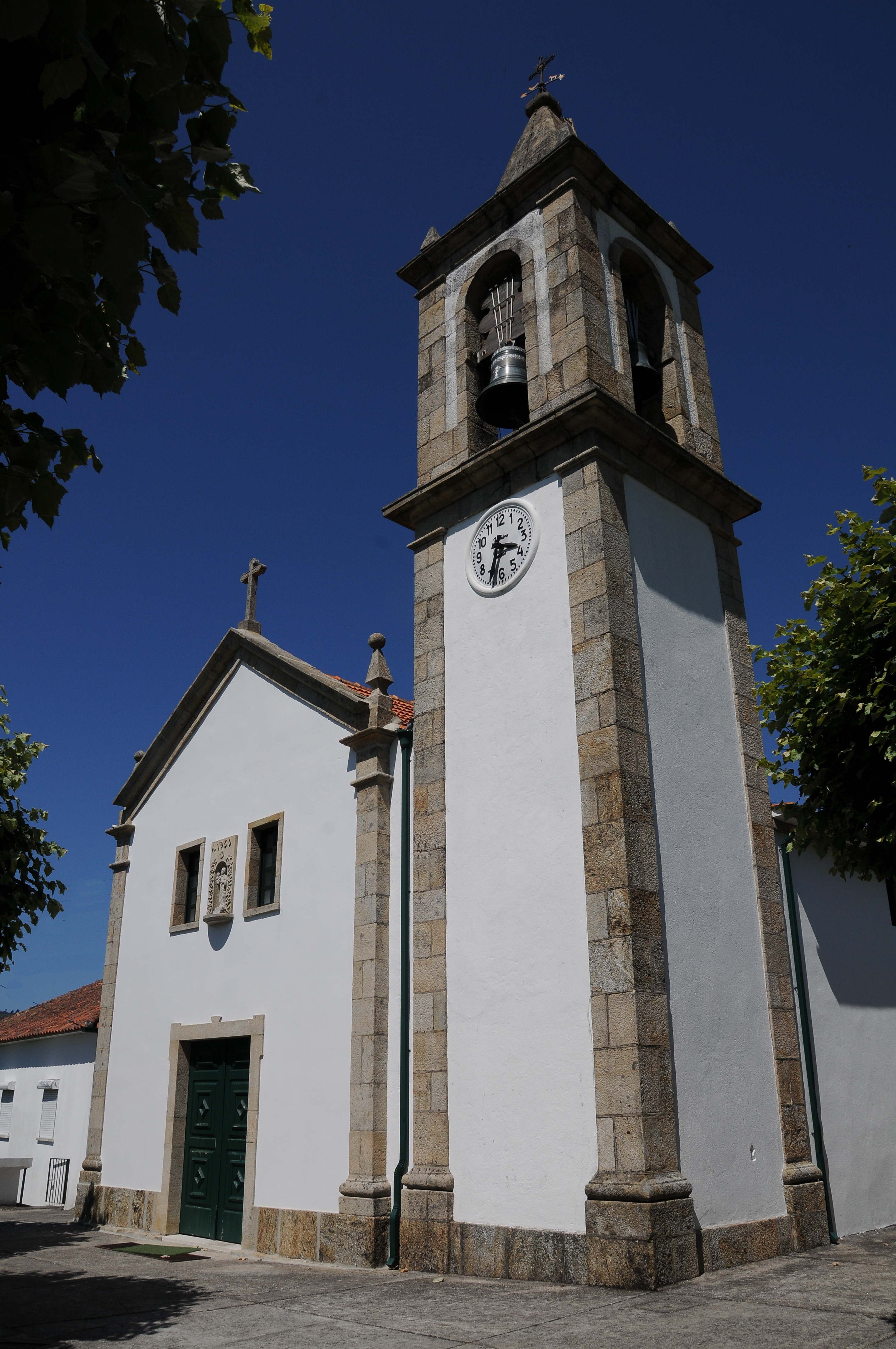
Església de Paços.